# Plattenburg (Arnhem)

Plattenburg op de kaart van Arnhem

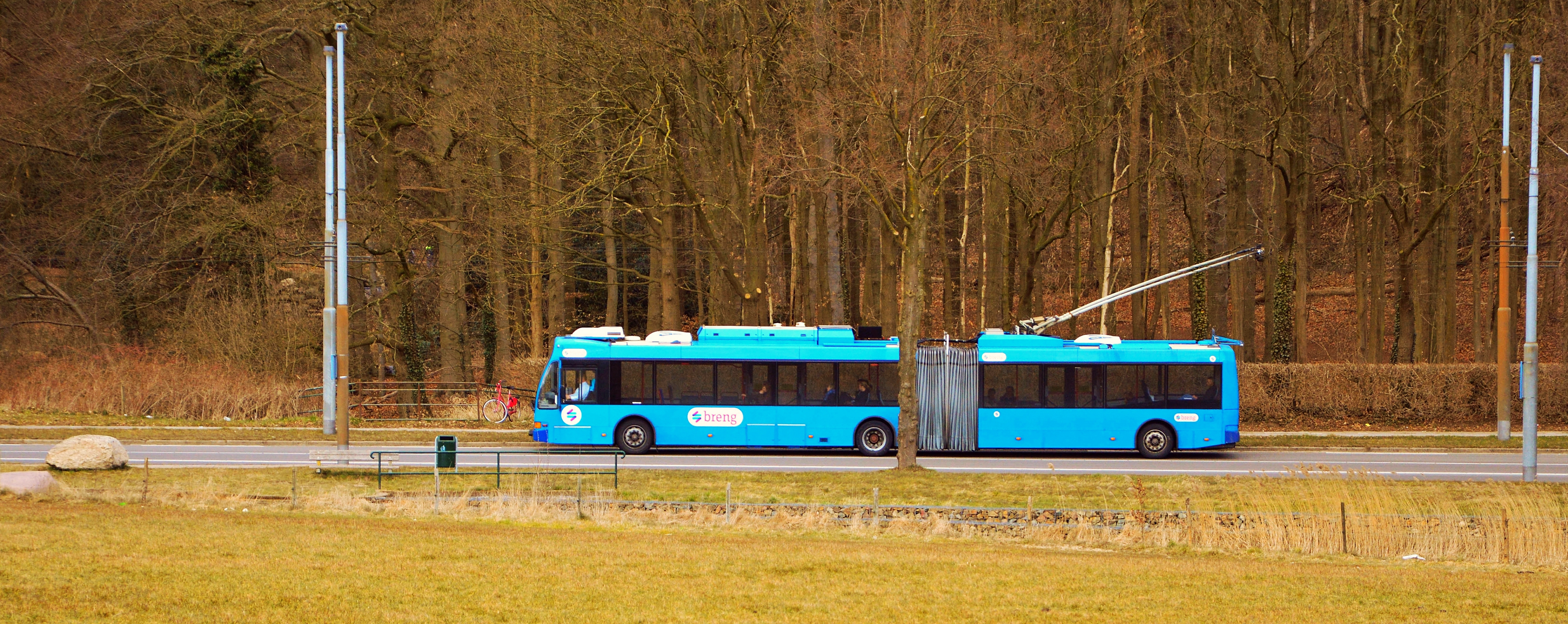
De trolleybus komt door de buurt

Plattenburg is een buurt in Arnhem-Oost, gelegen in de 'Spoorzone' tussen de spoorlijn Arnhem - Zutphen en de Velperweg. De buurt maakt deel uit van de wijk Velperweg e.o..

## Voorzieningen
Bij Plattenburg bevindt zich treinstation Presikhaaf en eerder ook stopplaats Plattenburg. Trolleybus lijn 1 en de streekbuslijnen 26, 27 en 29 passeren de buurt. De Jozef Sartoschool voor basisonderwijs is gevestigd aan de Beeldhouwerstraat.
Plattenburg heeft een buurtvereniging die ontstond in 1946. Aan de Johan van Arnhemstraat staat het buurthuis genaamd De Vriendenkring.
Op 1 april 2023 opende burgemeester Marcouch de ontmoetingsplek MOES in het portiershuisje van de voormalige ENKA kunstzijdefabriek aan de Beeldhouwerstraat 74.

## Straten
Plattenburg beslaat een oppervlakte van 26 hectare, in 2019 stonden er 950 huizen in de volgende straten:
| - Arnoudstraat - Beeldhouwerstraat - Johan van Arnhemstraat - Novalaan - Novahof - Maria van Gelrestraat | - Plattenburgerweg - Plattenburghof - Reinaldstraat - Esperantolaan - Oude Velperweg | - Wichard van Pontlaan - Schaapsdrift - Eleonarastraat - Ernest Casimirlaan |

## Bouwplannen
In juni 2022 werd bekendgemaakt dat de gemeente Arnhem door het Rijk 17 miljoen euro's uit het Mobiliteitsfonds ("Novex-geld") krijgt toegekend om het oostelijk deel van Arnhem waarin de wijk Plattenburg zich bevindt, gereed te maken voor grootschalige woningbouw. Het geld is bestemd voor de aanleg van nieuwe infrastructuur (fietspaden, openbaar vervoer, wegen en een opwaardering van station Arnhem Presikhaaf) als voorbereiding op de bouw van nieuwe huizen.
Onder het motto: "Gooi Plattenburg niet plat" toonden bewoners in Plattenburg zich al in het voorjaar van 2022 ongerust over deze plannen toen de gemeente het recht opeiste om als eerste hun woning te kopen.

## Demografie
Plattenburg telde in 2019 totaal 2.000 inwoners. Er waren in totaal 1.080 huishoudens.